# Svenja Goltermann
Svenja Angelika Goltermann (* 10. Oktober 1965 in Sindelfingen) ist eine deutsche Historikerin. Sie ist seit 2012 Professorin für Geschichte der Neuzeit am Historischen Seminar der Universität Zürich.

## Leben
Svenja Goltermann wuchs in der schwäbischen Kleinstadt Herrenberg auf. Nach dem Abitur am Schickhardt-Gymnasium in Herrenberg 1984 studierte sie seit dem Wintersemester 1984 die Fächer Geschichte, Spanische und Lateinamerikanische Geschichte, Spanisch und Politologie an den Universitäten Konstanz und Bielefeld und schloss 1990 mit einer von Hans-Jürgen Puhle betreuten Magisterarbeit zum Thema Kommunismus und marxistische Linke in Spanien, 1920–1936 ab. Anschließend war Goltermann Wissenschaftliche Mitarbeiterin bei Hans-Ulrich Wehler und Ute Frevert an der Fakultät für Geschichtswissenschaft der Universität Bielefeld und wurde dort im September 1997 mit einer von Wehler betreuten Arbeit zum Thema Habitusformierung und die Politik des Turnens 1860–1890 promoviert. Ihre Dissertation wurde von der Westfälisch-Lippischen Universitätsgesellschaft als herausragend preisgekrönt.
Von 2000 bis 2007 war Goltermann Wissenschaftliche Assistentin am Lehrstuhl von Doris Kaufmann am Institut für Geschichtswissenschaft der Universität Bremen, wo sie sich im Januar 2008 habilitierte. Die Habilitationsschrift erschien unter dem Titel Die Gesellschaft der Überlebenden: Deutsche Kriegsheimkehrer und ihre Gewalterfahrungen im Zweiten Weltkrieg. Von 2003 bis 2004 war Goltermann Research Fellow an der University of Southampton; von 2007 bis 2011 Akademische Rätin am Historischen Seminar der Universität Freiburg im Breisgau. Anschließend war sie von 2011 bis 2012 Fellow am Freiburg Institute for Advanced Studies (FRIAS). 2008/09 vertrat sie den Lehrstuhl für Neuere Geschichte und Theorie der Geschichte (Lucian Hölscher) an der Ruhr-Universität Bochum, von 2010 bis 2011 den Lehrstuhl für Geschichte des Romanischen Westeuropa an der Universität Freiburg (Jörn Leonhard). Seit 2012 hat sie die Professur für Geschichte der Neuzeit an der Universität Zürich inne.
Goltermanns Forschungsschwerpunkte sind die Geschichte des internationalen Humanitarismus, die Geschichte der Opferwahrnehmung, Gewalterfahrungen, die Geschichte von Erinnerungskulturen, die Wissenschaftsgeschichte, die Geschichte des Nationalismus und die Körpergeschichte.
Seit 2012 ist Svenja Goltermann Mitglied des Kompetenzzentrums „Geschichte des Wissens“ (Universität und ETH Zürich) und Mitglied des Editorial Advisory Board des Fachjournals German History. Seit 2013 ist sie Mitherausgeberin der geschichtswissenschaftlichen Zeitschrift Geschichte und Gesellschaft und seit 2016 Mitherausgeberin des Online-Magazins Geschichte der Gegenwart.

## Auszeichnungen
- 1998: Dissertationspreis der Westfälisch-Lippischen Universitätsgesellschaft
- 2008: Preis des Historikerverbandes für herausragende Habilitationen
- 2010: Geisteswissenschaften International – Preis zur Förderung der Übersetzung geisteswissenschaftlicher Literatur[7]
- 2011: Wedekindpreis für deutsche Geschichte der Akademie der Wissenschaften zu Göttingen

## Schriften (Auswahl)
Monografien
- Opfer – Die Wahrnehmung von Krieg und Gewalt in der Moderne. S. Fischer, Frankfurt am Main 2017, ISBN 978-3-10-397225-2.[8]
- Die Gesellschaft der Überlebenden. Deutsche Kriegsheimkehrer und ihre Gewalterfahrungen im Zweiten Weltkrieg. DVA, München 2009, ISBN 978-3-42104375-7 (Zugl.: Bremen, Univ., Habil.-Schr., 2008 u.d.T.: Gegenwärtige Vergangenheiten. Kriegsheimkehrer, Psychiatrie und Erinnerung in der westdeutschen Gesellschaft 1945–1970).
- Körper der Nation. Habitusformierung und die Politik des Turnens 1860–1890 (= Kritische Studien zur Geschichtswissenschaft, Bd. 126). Vandenhoeck & Ruprecht, Göttingen 1998, ISBN 3-525-35789-3 (Zugl.: Bielefeld, Univ., Diss., 1997 u.d.T.: Der Körper der Nation. Zur Politik des Turnens 1860–1890).
- Kommunismus und marxistische Linke in Spanien, 1920–1936 (Zugl.: Bielefeld, Univ., Mag.-Schr., 1990).